# Прешъс Уилсън
Прешъс Уилсън (на английски: Precious Wilson) е соул-певица от Спаниш таун, Ямайка.

## Ранни години
Уилсън започва кариерата си като беквокалистка за група Eruption, която има един малък хит, Let Me Take You Back in Time, с който печели състезание за търсене на таланти през 1975 година. Групата не успява да използва това като трамплин за развитието си, вокалистът напуска групата, а Прешъс заема неговото място.
Докато са на турне в Германия, Eruption е открита от германския продуцент Франк Фариан, който ги кани да са откриваща група на турнето на Бони Ем. Големият им хит е I Can't Stand the Rain, който достига пето място в класацията на Обединеното кралство и 18-о място в класацията на САЩ. След втори албум и нов хит сингъл (One Way Ticket, достигнал девето място в Обединеното кралство) Уилсън напуска групата, целейки солова кариера.

## Солова кариера
Дебютният сингъл на Уилсън е кавър версия на Hold On, I'm Coming на Sam & Dave, издадена през август 1979 година. Той не успява да влезе в класациите на Германия и Обединеното кралство и достига 45-о място в нидерландската класация.  Песента е включена и в албума на Бони Ем Oceans of Fantasy. 
Дебютният албум на Уилсън On the Race Track е завършен през 1980 година и издаден през октомври същата година. Сингълът Cry to Me достига трето място в Швейцария.  Въпреки че не влиза в германската класация, вторият сингъл от албума, We Are on the Race Track достига 11-о място в началото на 1981 година.
През октомври 1981 година Уилсън издава кавър версия на I Need You, която достига шесто място в класацията на Швейцария, където тя се радва на висока популярност. В Германия песента достига 39-о място. В лятото на 1982 година е издадена I Don't Know, последвана от втория албум на Уилсън All Coloured in Love. Албумът е издаден с различни песни в Обединеното кралство, Италия и Франция.
Третият ѝ албум Funky Fingers е издаден през декември 1983 година, но с минимална подкрепа от звукозаписната ѝ компания Hansa не се продава добре. През 1985 г. Уилсън сключва договор със звукозаписната компания Jive Records, с която записва албума Precious Wilson в следващата година.

## Дискография

### Албуми
- On the Race Track (октомври 1980)
- All Coloured in Love (юли 1982) – издаден като Red Light във Франция и Обединеното кралство
- Funky Fingers (декември 1983)
- Precious Wilson (1986)

### Сингли
| Година | Име                                               | Класиране | Класиране | Класиране | Класиране | Класиране |
| Година | Име                                               | GER       | SWI       | NL        | UK        | US R&B    |
| ------ | ------------------------------------------------- | --------- | --------- | --------- | --------- | --------- |
| 1979   | Hold On, I'm Coming                               | -         | -         | 45        | -         | -         |
| 1980   | Cry To Me                                         | -         | 3         | 12        | -         | -         |
| 1981   | We Are on the Race Track                          | 11        | -         | -         | -         | -         |
| 1981   | I Need You                                        | 39        | 6         | -         | -         | -         |
| 1982   | I Don't Know                                      | 33        | -         | -         | -         | -         |
| 1982   | Raising My Family                                 | 61        | -         | -         | -         | -         |
| 1982   | Red Light (FR)                                    | -         | -         | -         | -         | -         |
| 1983   | Let's Move Aerobic (Move Your Body)               | -         | -         | -         | -         | -         |
| 1984   | River Deep, Mountain High / Funky Fingers         | -         | -         | -         | -         | -         |
| 1985   | I'll Be Your Friend                               | -         | -         | -         | -         | 40        |
| 1986   | The Jewel of the Nile                             | -         | -         | -         | -         | -         |
| 1986   | Nice Girls Don't Last                             | -         | -         | -         | -         | -         |
| 1986   | Love Can't Wait (US)                              | -         | -         | -         | -         | -         |
| 1987   | Only the Strong Survive                           | -         | -         | -         | -         | -         |
| 1990   | I May Be Right 4U                                 | -         | -         | -         | -         | -         |
| 1992   | I Feel Love (Messiah, с участие на Прешъс Уилсън) | -         | -         | -         | 19        | -         |
| 1992   | Spacer (Funky French Guy & Прешъс Уилсън)         | -         | -         | -         | -         | -         |

## Филмография
Прешъс Уилсън участва в германския филм от 1979 г. Disco Fever с останалите членове на Eruption и Бони Ем.